# یخچال طبیعی فاکس
یخچال طبیعی فاکس (به لاتین: Fox Glacier) یک یخچال طبیعی در نیوزیلند است که در Westland District واقع شده‌است.